# Tour Signal
Pour les articles homonymes, voir Signal.
La tour Signal, qui a remporté le concours du même nom, était un projet conçu par l'architecte français Jean Nouvel de gratte-ciel mixte situé dans le quartier d'affaires de La Défense, à l'ouest de Paris. La réalisation de ce projet, longtemps incertaine, s'est finalement révélée impossible, l'EPAD ayant annoncé en mars 2010, au MIPIM, que le délai contractuellement imparti pour la signature de la promesse de vente des droits à construire était expiré. L'architecte a toutefois affirmé que le projet serait construit une fois la crise économique dissipée, si toutefois il trouve un investisseur.

## Emplacement
La tour aurait dû être située au sud-ouest de la Grande Arche (à gauche lorsque l'on regarde cette dernière depuis le parvis, la tour Phare, autre projet de tour de très grande hauteur devant se situer, elle, à droite de l'Arche). La tour Signal devait être construite au-dessus de l'échangeur de la Demi-Lune sur le boulevard circulaire, entre les tours Pacific, KPMG, le centre commercial des Quatre Temps et l'immeuble Kupka, sur la commune de Puteaux, à proximité de Nanterre.
Afin de ne pas brider les projets, le choix de l'emplacement sur le site de la Défense avait été laissé aux équipes candidates. Lors de l'annonce du choix, le président du jury Patrick Devedjian, président du conseil général des Hauts-de-Seine et de l'EPAD a ainsi indiqué que « certains projets "malheureux" auront certainement un avenir à La Défense ». Le promoteur Hermitage soutenant le projet de Jacques Ferrier d'une tour en "H" d'une hauteur prévue de 309 mètres a ainsi indiqué vouloir maintenir son projet sur le site de la Défense, en bord de Seine à Courbevoie.

## Histoire du projet
L'EPAD, établissement chargé de l'aménagement de La Défense, à la suite d'un appel à projets en juillet 2007, a sélectionné dix-huit équipes "architectes/investisseurs" parmi les trente ayant fait acte de candidature mi-novembre 2007.
Voici les dix-huit équipes sélectionnées lors de la première sélection (société d’architecture / investisseur / promoteur / sous-traitant):
- Architecture Studio / Union Investment Real Estate
- Atelier Christian de Portzamparc / AGF Immobilier / Nexity Entreprises
- Ateliers Jean Nouvel / Medea / Layetana / Desarollos Immobiliarios
- Beyrac Sawsan / Groupe Financière Norev
- Cesar Pelli / Hines
- Christophe Ingenhoven / Tishman Speyer
- DGLa (Thierry de Dinechin, Philippe Gorce, Yves Simon) / Orion Capital Manager
- Foster + Partners Ltd / Mines de la Lucette
- HTA-Hervé Tordjman Architecte / SITQ
- Jacques Ferrier Architectures / Hermitage
- Jean-Paul Viguier S.A d'architecture / BNP Paribas Immobilier / Meunier (Habitat et Entreprise)
- Manuelle Gautrand / Saint Martins Property Group
- PCA-Philippe Chiambaretta Architectes / Foncière des Régions
- OMA-Office for Metropolitan Architecture (Rem Koolhaas) / Carlyle / Vinci Immobilier
- RMJM Hillier et SRA Architectes / Altarea / Cogedim/Altarea
- Studio Libeskind Architect / Orco Property Group
- Wilmotte et Associés SA et Steven Holl / Groupe Financière Centuria / Bouygues Immobilier (Etandex)
- Zaha Hadid Limited (Zaha Hadid) / Solidere

Voici les 5 projets finalistes présentés officiellement le 11 mars 2008:
- Ateliers Jean Nouvel / Medea / Layetana Desarollos Immobiliarios
- Foster and Partners Ltd / Compagnie la Lucette
- Jacques Ferrier Architectures / Hermitage
- Studio Libeskind Architect / Orco Property Group
- Wilmotte et Associés SA et Steven Holl / Groupe Financière Centuria / Bouygues Immobilier

Le jury a retenu le 27 mai 2008 le projet présenté par Ateliers Jean Nouvel / Medea / Layetana Desarollos Immobiliarios.
Fin 2009, le projet est en pause, les investisseurs Medea et Layatena s'étant retiré du projet pour cause de difficultés financières et la maire de Puteaux et nouvelle présidente de l'EPAD Joëlle Ceccaldi-Raynaud étant opposée au projet tel qu'il était présenté. Le 18 mars 2010, à l'occasion du MIPIM (Marché international des professionnels de l’immobilier), elle confirme que Jean Nouvel a renoncé au projet, faute d'investisseurs. Le jour même, l'architecte dément les propos de la présidente de l'EPAD et affirme dans un communiqué que le projet « se réalisera quand la crise se dissipera ».
Le projet a finalement été abandonné en novembre 2010. Dix ans après la Tour sans fins, c'est la seconde fois qu'un projet de Jean Nouvel est abandonné à La Défense.

## Caractéristiques
Avec les tours Hermitage Plaza, Generali et Phare, la tour Signal aurait été l'une des plus hautes tours de la Défense et de France avec 301 mètres et 71 étages. À titre de comparaison, la tour Eiffel s'élève à 324 mètres avec son antenne. Parallélépipédique, elle aurait été composée de quatre cubes superposés, clairement identifiables de l'extérieur, et aurait offert une superficie totale de 140 000 m2. Le volume le plus bas devait contenir des commerces et des restaurants (10 000 m2), ainsi que des équipements publics (8 000 m2). Le second volume était dédié aux bureaux (50 000 m2), le troisième devait abriter un hôtel (39 000 m2 pour 333 chambres) et le dernier des appartements (33 000 m2). 20 000 personnes auraient pu y vivre ou y travailler.
La tour devait être réalisée en béton avec une façade en verre et en acier inoxydable. Chacun des quatre grands volumes devait être percé par une grande loggia colorée. Ces larges atriums auraient permis l'entrée de la lumière du jour et favorisé la ventilation. L'architecte Jean Nouvel présentait ces quatre loggias comme des espaces publics en hauteur, composés de plates-formes et accueillant des activités favorisant les échanges entre les occupants de la tour. Grâce à une combinaison de panneaux solaires, d'éoliennes et de miroirs intégrés aux fenêtres, la tour Signal, selon Jean Nouvel, n'aurait pas dépassé les 50 kWh par mètre carré et par an de consommation énergétique.
À l'origine, la présence d'un écran géant rotatif était présent au sommet de la tour, celui-ci a finalement été abandonné juste après la désignation du projet comme lauréat.
Son coût était estimé à 600 millions d'euros. Les investisseurs était Medea, Layetana et Desarollos. Son achèvement était prévu pour 2013 - 2015.

## Critiques
Joëlle Ceccaldi-Raynaud, la maire UMP de Puteaux, commune sur laquelle la tour doit être construite et qui, comme membre du jury, n'avait pas voté pour ce projet, le critique sévèrement, le qualifiant de « Donjon », « retour au Moyen Âge » et de « monolithe qui écrase tout » et dénonce les appartements situés en très grande hauteur et l'absence de mixité sociale. Elle demande à Jean Nouvel de « revoir sa copie » et menace sinon de retarder le projet, plusieurs étapes avant sa construction devant passer par les services de sa ville.
Joëlle Ceccaldi-Raynaud a depuis succédé à Patrick Devedjian à la présidence de l'EPAD et, dans ses nouvelles fonctions, elle maintient son opposition à cette tour qui, selon elle, « ressemble à un bloc monolithique ».

## Pour approfondir